# Ferme Varet
La ferme Varet est une ferme située en France sur la commune de Yolet (Cantal), en région Auvergne-Rhône-Alpes.

## Historique
À la fin du XVIIIe siècle, la famille du révolutionnaire Carrier possédait les constructions situées à l’emplacement de l’actuelle ferme, ainsi que les maisons mitoyennes. Ces propriétés sont remaniées au XIXe siècle : le logis date de 1833, la grange-étable de 1843, agrandie en 1929.

### Protection
La ferme est inscrite au titre des monuments historiques par arrêté du 21 août 1992.

## Description
Logis de trois niveaux avec cave voûtée, office, souillarde, remise et habitation répartie sur trois travées. Galerie en bois au premier étage sans escalier extérieur. Rez-de-chaussée avec vestibule, escalier intérieur, pièce d’apparat, cuisine et souillarde voûtée ; étage comportant quatre chambres. Architecture mêlant matériaux volcaniques, couverture en lauze, galerie extérieure et construction en hauteur.